# Finala Ligii Campionilor 1993
Finala Ligii Campionilor 1993  a fost prima finală de Liga Campionilor UEFA.Ea s-a disputat între echipa franceză Olympique de Marseille și echipa italiană AC Milan.

## Evoluția echipelor

### Marseille
| Echipa      | Pld | W | D | L | GF | GA | GD  | Pts |
| ----------- | --- | - | - | - | -- | -- | --- | --- |
| Marseille   | 6   | 3 | 3 | 0 | 14 | 4  | +10 | 9   |
| Rangers     | 6   | 2 | 4 | 0 | 7  | 5  | +2  | 8   |
| Club Brugge | 6   | 2 | 1 | 3 | 5  | 8  | −3  | 5   |
| CSKA Moscow | 6   | 0 | 2 | 4 | 2  | 11 | −9  | 2   |

### AC Milan
| Echipa       | Pld | W | D | L | GF | GA | GD  | Pts |
| ------------ | --- | - | - | - | -- | -- | --- | --- |
| Milan        | 6   | 6 | 0 | 0 | 11 | 1  | +10 | 12  |
| IFK Göteborg | 6   | 3 | 0 | 3 | 7  | 8  | −1  | 6   |
| Porto        | 6   | 2 | 1 | 3 | 5  | 5  | 0   | 5   |
| PSV          | 6   | 0 | 1 | 5 | 4  | 13 | −9  | 1   |

## Stadion
Finala Ligii Campionilor 1993 s-a jucat pe Olympiastadion, din München. La acel meci au participat 64.400 suporteri.